# Río de San Marcos
Río de San Marcos är ett vattendrag i Spanien.   Det ligger i regionen Kastilien-La Mancha, i den centrala delen av landet, 160 km sydväst om huvudstaden Madrid.